# Phyllodium elegans
Phyllodium elegans är en ärtväxtart som först beskrevs av João de Loureiro, och fick sitt nu gällande namn av Nicaise Auguste Desvaux. Phyllodium elegans ingår i släktet Phyllodium och familjen ärtväxter. IUCN kategoriserar arten globalt som livskraftig. Inga underarter finns listade i Catalogue of Life.